# Penso positivo
«Penso positivo» (en español: Pienso positivo) es una canción del cantautor italiano Jovanotti, publicado el 29 de noviembre de 1993 como primer sencillo del séptimo álbum de estudio Lorenzo 1994.

## Descripción
La canción, que se convirtió en un eslogan de los años 90,  intenta resaltar las contradicciones sociales y, al mismo tiempo, enviar un mensaje positivo.

## Posición en listas

### Rankings semanales
| Lista (1994) | Posición más alta |
| ------------ | ----------------- |
| Italia FIMI  | 1                 |

## Versiones
Con motivo de la velada de los covers del Festival Sanremo 2021, el cantautor romano Fulminacci subió al escenario acompañado del comediante Valerio Lundini, presentando una reinterpretación de la canción.